# Hanojska opera
Hanojska operna hiša (francosko Opéra de Hanoï) ali Velika operna hiša (vietnamsko Nhà hát lớn Hà Nội, francosko Grand Opéra) je operna hiša v središču Hanoja v Vietnamu. Postavila jo je francoska kolonialna uprava med letoma 1901 in 1911. Je ena od treh opernih hiš, ki so jih Francozi zgradili v času svojega bivanja na Indokitajskem polotoku, drugi dve sta operna hiša Haiphong in Mestno gledališče v mestu Hošiminh.

## Stavba
Zgrajena je bila po vzoru Palača Garnier, starejše od dveh pariških opernih hiš, in velja za eno od arhitekturnih znamenitosti Hanoja. Glavni arhitekturni slog operne hiše je neoklasicizem. Kot smo že omenili, je Hanojska operna hiša nastala po vzoru Palais Garnier, vendar v manjšem obsegu in z uporabo materialov, ki so primerni okolju. Po odhodu Francozov je operna hiša postala prizorišče številnih političnih dogodkov, kot tudi prizorišče uličnih bojev med bojem za Hanoj.
Hanojska operna hiša zagotavlja imena za sosednji hotel Hilton Hanoi Opera, ki je bil odprt leta 1999, kot tudi za MGallery Hotel de l'Opera Hanoi, ki je bil odprt leta 2011. Zaradi zgodovinskih razlogov, povezanih z vojno v Vietnamu, se Opera Hilton Hanoi Hotel ni imenoval Hanoi Hilton.

## Operna družba

### Kolonialno obdobje
Operna hiša je opisana v spominih Blanche Arral, ki je nastopila v novi operni hiši v Hanoju leta 1902, medtem ko je čakala na otvoritev razstave v Hanoju leta 1902. Opera je bila odvisna od gostujočih umetnikov, ki so izvajali francoski in italijanski repertoar v kolonialnem obdobju za večinoma francosko občinstvo.

### Vietnamska narodna Opera in balet
Po odhodu Francozov so stavbo uporabljali za vietnamske igre in muzikale. Vrnitev zahodne opere in prva večja nefrancoska ali italijanska opera je bila izvedba Evgenija Onjegina Čajkovskega, organizirana pod vietnamsko-sovjetskim kulturnim okriljem leta 1960, kjer je ruski vokalni trener izbral neizšolanega pevca Quý Dươnga kot primernega za naslovno vlogo baritona.
Danes se orkester opere prekriva z Vietnamskim nacionalnim simfoničnim orkestrom in se sklicuje na Hanojski filharmonični orkester hanojskega konservatorija. Med slavnimi pevci skupine je sopranistka Lê Dung, šolana na konservatoriju Čajkovski, najmlajša oseba, ki je leta 1993 prejela naziv ljudske umetnice Vietnama.
Opera je doživela številne premiere oper in muzikalov vietnamskih skladateljev. Opere Đỗ Nhuễn – Cô Sao ('Gospodična Sao') 1965, Người tạc tượng ('Kipar') 1971 in Nguyễn Trãi 1980, dela Lưu Hữu Phướca in zborovska dela filmskega skladatelja Đặng Hữu Phướca, kot tudi dela emigrantov, ki se vračajo, kot je Nguyễn Thiên Đạo, Messiaenov učenec v Parizu.
Nacionalni balet je tudi del operne hiše in uprizarja zahodne klasike, kot je Labodje jezero, ter tradicionalne in sodobne vietnamske plesne produkcije.